# HAZ Racing Team
El HAZ Racing Team fue una escudería de automovilismo argentino creada en el año 2007, por iniciativa de los empresarios Fernando Hidalgo, Gustavo Arribas y Pinhas Zahavi. Precisamente, las siglas HAZ son una combinación de las iniciales de los apellidos de los empresarios. Esta escudería llegó a ser una de las más importantes del automovilismo nacional, llegando a tener una fuerte presencia en el Turismo Carretera y en el TC 2000. El HAZ, como popularmente se lo conocía, logró trascender en el ambiente como una escudería fuerte, luego de la obtención del título de campeón del Turismo Carretera, por parte de su piloto Christian Ledesma, en el año 2007. También logró su objetivo de ingresar en el TC 2000 como equipo oficial, luego de un primer intento por lograr la representación oficial de Citroën, logrando más tarde un convenio de fusión con la escudería Berta Motorsport, que tenía a su cargo la representación oficial de la marca Ford. Bajo la representación de esta marca, la escudería obtendría su segundo título en la temporada 2010 con Norberto Fontana al volante.
El progreso del HAZ fue tan importante que logró posicionarse junto a las escuderías más poderosas del país, entre ellas, el JP Racing con la cual mantuvo una rivalidad muy grande.
Lamentablemente, esta escudería terminaría siendo golpeada por la tragedia en el año 2011, cuando el 13 de noviembre, mientras disputaba el Gran Premio de Balcarce de Turismo Carretera, falleció en un accidente fatal el piloto Guido Falaschi, quien en ese momento estaba peleando el campeonato de ese año con un Ford Falcon del equipo HAZ. Tras esta desgracia y sin encontrar respuestas de lo sucedido por parte de la comisión directiva de la Asociación Corredores de Turismo Carretera, la escudería anunció su retiro del TC y la decisión de cambiar su denominación por iniciativa de su director Fernando Hidalgo, quien aludió al respecto que "El HAZ había muerto con Guido Falaschi". A todo esto, el equipo conseguiría concretar su desembarco en el Top Race V6. y anunciaría su permanencia en el TC 2000, aunque encontrándose con el inconveniente del retiro de la Ford Motor Argentina de la categoría. La escudería, cambiaría su denominación a PSG-16 Team, siglas de la expresión "Por Siempre Guido 16", haciendo alusión también el último número que usara este piloto en el Turismo Carretera.

## Historia

### Inicios
En el año 2006, el empresario Fernando Hidalgo, representante de jugadores de fútbol argentinos, decide aventurarse a crear una nueva escudería de automovilismo. Para ello se une con el ingeniero Alejandro Masas, con quién funda un equipo para competir en Turismo Nacional, denominado W Racing. Este primer equipo, tuvo como piloto principal al ex Fórmula 1 Esteban Tuero, quién se proclamara campeón de la especialidad a bordo de un Ford Focus. Unos meses más tarde, Hidalgo decide ingresar a la máxima categoría del país, el Turismo Carretera. En esta oportunidad, además de contar con Masas a su lado, recibió el apoyo económico de sus dos socios máximos en este nuevo emprendimiento: El empresario Gustavo Arribas, también vinculado al fútbol y el israelí Pinhas Zahavi, de antiguo paso como inversionista en el Club Atlético River Plate. Fue así como el equipo pasó a denominarse HAZ Racing Team y estableció su base en el barrio porteño de Barracas, en la Capital Federal. Para comenzar el emprendimiento, Hidalgo contrata en primer término al piloto Ezequiel Baldinelli, con quién prueba la primera unidad del equipo. Más tarde, esta unidad le fue entregada al piloto Mariano Altuna, quién terminó la temporada en el equipo.

### 2007
Al año siguiente, Hidalgo decide contratar como piloto principal, al marplatense Christian Ledesma de larga trayectoria en el automovilismo nacional. La contratación de Ledesma, además, hacía suponer un emparentamiento entre la escudería y la marca que Ledesma representaba: Chevrolet. Esta tendencia se confirmaba, teniendo la continuidad de Mariano Altuna y más tarde, con la contratación del piloto Emiliano Spataro. Unos meses más tarde, se incorporaban al equipo el chubutense Ariel Pacho y el bonaerense Juan Pablo Gianini. Estos dos últimos rompían el esquema en el equipo ya que Pacho era piloto de Torino y Giannini de Ford.
Los resultados llegaron enseguida, siendo Ledesma su más importante protagonista, ya que en ese año 2007, el piloto marplatense se alzó con el título de campeón al ganar la mayoría de las competencias. Este andar demoledor de la Chevy del HAZ, fue duramente criticado por sus rivales, en especial por los representantes del equipo JP Racing, hecho que provocara que estalle una fuerte rivalidad entre ambas escuadras. Este desarrollo de la escudería, además, animó la posibilidad de iniciar un proyecto de construcción de un coche para competir en la categoría NASCAR de Estados Unidos. El proyecto contó con la dirección del chasista Alberto Canapino, sin embargo quedó trunco luego de la desvinculación de este último del equipo.

### 2008
Para la temporada 2008, el equipo se agrandaba con las contrataciones de los pilotos Diego Aventín, Ezequiel Bosio y José María López, quienes hacían que el equipo sea el que más autos ponía en pista. Los pilotos que aparecían en la lista del HAZ eran Christian Ledesma, Diego Aventín, Ariel Pacho, Emiliano Spataro, José María López, Ezequiel Bosio y Juan Pablo Gianini. Mariano Altuna se había desvinculado para dejarle su puesto a Bosio, mientras que más tarde este debió reemplazar a Pacho en la Coupé Torino, debido a un accidente de este último. Este año encontró nuevamente al HAZ peleando el título, sin embargo, los resultados no fueron los mismos.

### 2009
El 2009 fue el año de consolidación del HAZ. Este año, a pesar de ver su parque automotor drásticamente reducido, por una nueva imposición del reglamento de la Asociación de Corredores del Turismo Carretera y de haber perdido el título en la última carrera, demostró todo su potencial con su estructura totalmente renovada. En primer lugar, el HAZ cambió de marca predominante, pasando a poner dos Coupé Torino y un Coupé Chevy en pista. Los encargados de correr con los Torino fueron José María López y Martín Basso que se incorporaba en ese año al equipo. La Coupé Chevy siguió en manos de Christian Ledesma, sin embargo, para la quinta fecha, el piloto marplatense rompió relaciones con el HAZ, para luego incorporarse al JP Racing. Con los dos Torino en pista, el HAZ se llevó todas las miradas debido al accionar de su nuevo piloto principal: José María López. También, en algunas carreras el equipo contó con la presencia del brasileño Carlos Cacá Bueno, quién se encargó de correr con un Chevrolet Chevy de la escudería. Sin embargo, la era de los Chevrolet en el HAZ finalizó, luego del acuerdo al que arribara la escudería con el equipo Berta Motorsport, representante oficial de Ford en el TC 2000. Merced a este acuerdo, fue incorporado al equipo el piloto Rafael Verna, con un Ford Falcon.
Precisamente, en este año el HAZ intentó hacerse de la representación oficial de Citroën para correr en el TC 2000, cosa que finalmente no se dio. Sin embargo, luego de varias negociaciones y tratativas, el HAZ logró pactar un acuerdo de fusión con el equipo Berta Motorsport, representante oficial de Ford en el TC 2000. Este acuerdo, incluye la preparación y atención en pista de los nuevos Ford Focus, con la motorización de Oreste Berta. 

### 2010
En 2010, el HAZ preparó para su nueva incursión en el Turismo Carretera dos estructuras gracias a un cambio en el reglamento de la ACTC para el campeonato de ese año. La estructura principal está encargada de la puesta en pista de los dos Torino, conducidos por Martín Basso y la nueva contratación del team, Norberto Fontana. Mientras que la estructura satélite, se encarga de la atención de dos Ford Falcon piloteados por Rafael Verna y Diego Aventín. Sin embargo, este último abandonó la escudería luego de la primera fecha, tomando su posición en el equipo Juan Pablo Gianini, mientras que Verna pasaba a formar parte del equipo principal. Posteriormente Martín Basso abandonaría el equipo debido a la falta de resultados.
Para su incursión en el campeonato de TC 2000, el HAZ preparó su nuevo equipo con tres Ford Focus EXE, los cuales fueron piloteados por Gabriel Ponce de León, Norberto Fontana y Martín Basso. 
Los logros no se hicieron esperar, siendo Norberto Fontana quien le diera la primera victoria al nuevo modelo en la segunda fecha del campeonato. Posteriormente sería Gabriel Ponce de León quien obtuviera el segundo triunfo en la tercera fecha. 
Finalmente,luego de un año lleno de éxitos, Norberto Fontana logra ganar el campeonato, siendo el primero para el equipo en la categoría, y el primero para el nuevo modelo Focus. 

### 2011
Para el año siguiente el equipo decide renovar su imagen en ambas categorías. En el campeonato del TC 2000 Fontana buscaría defender la corona, sumándose al equipo Juan Manuel Silva, pero ya, el equipo estaba sin posibilidades de luchar por el campeonato. 
En lo que respecta al Turismo Carretera, Norberto Fontana correría con un Torino, con el patrocinio oficial de la petrolera YPF. No obstante su actuación a lo largo del año fue paupérrima para lo que se había especulado. También se sumarían al equipo el joven Guido Falaschi y posteriormente el ya experimentado Juan Manuel Silva, siendo Falaschi, el único piloto de la escudería que logró resultados para el equipo, triunfando en la competencia disputada en Junín e ingresando a la Copa de Oro.
El 2011 fue un año de desgracias para el equipo, con el fallecimiento del padre de Norberto Fontana en la carrera de TC en Neuquén y el fallecimiento del padre de Juan Manuel Silva en la carrera de TC 2000 disputada en Junín. Meses más tarde, en la previa a la penúltima carrera de TC 2000, en Potrero de los Funes, el HAZ perdió al ingeniero César Filippa (era motorista y trabajaba en el auto de Guido Falaschi) en un accidente. Pero fue en la carrera de TC en Balcarce donde el HAZ sufre el golpe más fuerte, con el accidente y posterior deceso del piloto Guido Falaschi. Minutos después de ocurrido el accidente, Hidalgo manifestó mediante la red social Twitter, el retiro de la escudería del Turismo Carretera al no hallar respuestas a lo ocurrido, además de informar la permanencia en el TC 2000 y el desembarco en el Top Race V6. A todo esto, Hidalgo también informaría que el equipo haría un cambio de denominación, en homenaje al fallecido Falaschi, pasando a denominarse PSG-16 Team, cuyas siglas son el significado de la expresión "Por Siempre Guido 16", haciendo alusión también el último número que usara este piloto en el Turismo Carretera.

## La rivalidad con el JP Racing
En el automovilismo argentino, es muy común ver luchas de marcas o de pilotos. Chevrolet vs. Ford, Fiat vs. Peugeot o Renault vs. Volkswagen, son algunas de las dicotomías más comunes en la actividad. Sin embargo, nunca se dio el hecho puntual de que dos estructuras rivalicen de manera directa, por más que tengan las mismas marcas representándolas. Este es el particular caso del HAZ y su rival, el JP Racing. 
La rivalidad nació luego del polémico título que obtuviera Christian Ledesma en el Turismo Carretera, bajo la estructura del HAZ. Comenzaron a levantarse voces de diferentes sectores en contra de este título, argumentando que el reglamento favoreció claramente al Chevrolet del HAZ. Una de las voces más potentes que se alzaron, fue la de los pilotos del equipo JP Racing, que en ese entonces contaba en sus filas al piloto Juan Manuel Silva. La respuesta del HAZ no se hizo esperar, dando inicio a una guerra de estructuras, en la que varios factores fueron puestos en juego. 
En primer lugar, el HAZ Racing Team era una estructura en la cual predominaba la marca Chevrolet, mientras que el JP Racing estaba emparentado con la marca Ford. La guerra se acentuó en el año 2008, cuando luego de un gran dominio por parte de Juan Manuel Silva, para asegurar la definición en la última fecha. A esta instancia, ambas estructuras llegaron con posibilidades, quedando finalmente la definición en manos del JP Racing. 
El mercado de pases también fue motivo de enfrentamiento entra ambas escuadras. A comienzos del año 2009, el JP Racing logró hacerse de la representación oficial del equipo Chevrolet TC 2000. A esta escudería, llegaba su piloto más representativo: Guillermo Ortelli. Sin embargo, causó sorpresa la contratación como segundo volante del marplatense Christian Ledesma, piloto del HAZ en el Turismo Carretera. En un principio, el HAZ respetó esta contratación. Sin embargo, el continuo mal desempeño en el auto de Ledesma en el Turismo Carretera, provocó que este diera el portazo y se vincule definitivamente al JP Racing. Esta decisión cayó muy mal en el seno del equipo HAZ, que decidió redoblar la apuesta con los pilotos que tenía (José María López y Martín Basso).
La participación en el TC 2000 también fue factor de enfrentamiento entre ambas escuadras, ya que luego de que el JP obtuvo la representación oficial de Chevrolet, el HAZ buscó su lugar en la categoría. La casualidad quiso que sea Ford quien requiera de los servicios del HAZ, terminando de definir la rivalidad entre las escuadras. Estas decisiones, conllevaron también un mutuo cambio de veredas entre ambos, pasando el JP a identificarse con la marca Chevrolet y el HAZ a emparentarse con Ford. Volviendo al libro de pases, el HAZ le devolvió gentilezas al JP cuando a finales de 2009, contrató a Norberto Fontana, el tercer piloto del JP. Sin embargo, atento a lo sucedido en su momento, el JP respetó la decisión del piloto y facilitó su desvinculación para incorporarse a su nueva escudería.

## Pilotos destacados
- Christian Ledesma
- Diego Aventín
- José María López
- Emiliano Spataro
- Mariano Altuna
- Ariel Pacho
- Ezequiel Bosio
- Norberto Fontana
- Juan Manuel Silva
- Guido Falaschi
- Fabián Yannantuoni
- Juan Martín Trucco
- Cacá Bueno